# Кисперт, Кори
Кори Джеймс Кисперт (англ. Corey James Kispert; род. 1999 или 3 марта 1999, Эдмондс, Вашингтон) — американский профессиональный баскетболист, играющий на позиции легкого форварда. Выступает за клуб НБА «Вашингтон Уизардс». На драфте НБА 2021 года был выбран в первом раунде под 15-м номером.

## Карьера в Средней школе
Кисперт вырос в Эдмондсе (штат Вашингтон) и учился в Средней школе Кингс. В юниорском возрасте он набирал в среднем 23.9 очка, 6.8 подбора, 3.4 передачи и 2.3 перехвата за игру. Свою команду привёл ко второму подряд титулу штата и был назван MVP того турнира. Кисперт, получивший четыре звезды, решил играть в баскетбол в колледже в «Гонзаге» вместо «Нотр-Дама» после юношеского сезона . Кисперт набирал в среднем 25 очков за игру в старшем классе, прежде чем сломал ногу в феврале.

## Карьера в колледже
Как настоящий первокурсник Кисперт сыграл во всех 35 играх «Гонзаги» с семью стартами, набирая в среднем 6.7 очка и 3.2 подбора за игру. Он стал стартовым игроком «Бульдогов» в начале своего второго сезона, набирая в среднем 8.0 очка и 4.1 подбора за игру.
Кисперт в свой юниорский сезон вошёл в список претендентов на приз имени Джулиуса Эрвинга и стал единственным вернувшимся стартером «Гонзаги» с прошлого года.. Набрав менее пяти очков в своих предыдущих трех играх, Кори набрал 28 очков, забросив 7 из 8 трехочковых попыток 28 ноября 2019 года игре против «Южной Миссисипи». Он набрал 26 очков против «Северной Каролины» (94–81). По завершении регулярного сезона Кисперт был включен в первую команду конференции Западного побережья. Кисперт набирал в среднем 13.9 очка за игру в юниорском возрасте. По окончании сезона он подал заявку на участие в драфте НБА 2020 года, но не нанял агента. В итогн Кисперт решил вернуться в свой взрослый сезон 3 августа.
Вступая в своём взрослом сезоне, Кисперт был включен в предсезонную команду конференции Западного побережья. Он набрал свое 1000-е очко в карьере в первом матче сезона против «Канзаса», набрав 23 очка в победной встрече (102–90). 26 декабря 2020 года Кисперт набрал рекордные 32 очка, установив школьный рекорд с девятью трехочковыми, в победной игре над «Вирджинией» (98–75). Он привел «Гонзагу» к результату 31–1, уступив только «Бэйлору» в игре национального чемпионата. Кисперт был назван баскетболистом года конференции WCC  и получил Пприз имени Джулиуса Эрвинга как лучший легкий форвард страны. Во взрослом сезоне он набирал в среднем 18.6 очка и 5.0 за игру. 

## Карьера в НБА

### Вашингтон Уизардс (2021—настоящее время)
На драфте НБА 2021 года был выбран в первом раунде под пятнадцатым номером клубом «Вашингтон Уизардс». 4 августа он подписал свой контракт новичка со столичным клубом. Кисперт дебютировал в НБА 22 октября, набрав два очка в победном овертайме в игре против «Индиана Пейсерс» (135:134). 27 марта 2022 года он набрал рекордные в карьере 25 очков и три передачи в победной игре против «Голден Стэйт Уорриорз» (123:115). В дебютном сезоне Кисперт сыграл 77 игр и вышел в стартовом составе в 36, набирая в среднем 8,2 очка за игру. 
Во второй год игры в «Уизардс» его процент попадания трехочковых составлял 42,4 %, что было 10-м показателем в лиге. В игре против «Орландо Мэджик» 31 марта 2023 года он реализовал 9 из 14 трехочковых бросков (64,3%), набрав 27 очков. 9 попаданий из-за дуги позволили ему занять второе место по количеству точных трехочковых за игру в истории франшизы.
21 октября 2024 года Кисперт подписал с «Уизардс» четырехлетний контракт на сумму 54 млн долларов. В 61 матче за «Вашингтон» он набирал в среднем 11,6 очка, 3,0 подбора и 1,7 передачи. 18 марта 2025 года было объявлено, что Кисперт пропустит остаток сезона после операции по восстановлению порванной связки большого пальца левой руки.

## Личная жизнь
Кисперт - католик. Во время учебы в Гонзаге Кисперт познакомился со своей девушкой Дженн Вирт, где они играли в баскетбол. Пара поженилась 7 июля 2023 года в базилике Миссии Сан-Хуан-Капистрано в Сан-Хуан-Капистрано, Калифорния.

## Статистика

### Статистика в НБА
| Сезон                                                                                    | Команда   | Регулярный сезон | Регулярный сезон | Регулярный сезон | Регулярный сезон | Регулярный сезон | Регулярный сезон | Регулярный сезон | Регулярный сезон | Регулярный сезон | Регулярный сезон | Регулярный сезон | Серия плей-офф | Серия плей-офф | Серия плей-офф | Серия плей-офф | Серия плей-офф | Серия плей-офф | Серия плей-офф | Серия плей-офф | Серия плей-офф | Серия плей-офф | Серия плей-офф |
| Сезон                                                                                    | Команда   | GP               | GS               | MPG              | FG%              | 3P%              | FT%              | RPG              | APG              | SPG              | BPG              | PPG              | GP             | GS             | MPG            | FG%            | 3P%            | FT%            | RPG            | APG            | SPG            | BPG            | PPG            |
| ---------------------------------------------------------------------------------------- | --------- | ---------------- | ---------------- | ---------------- | ---------------- | ---------------- | ---------------- | ---------------- | ---------------- | ---------------- | ---------------- | ---------------- | -------------- | -------------- | -------------- | -------------- | -------------- | -------------- | -------------- | -------------- | -------------- | -------------- | -------------- |
| 2021/22                                                                                  | Вашингтон | 77               | 36               | 23,4             | 45,5             | 35,0             | 87,1             | 2,7              | 1,1              | 0,5              | 0,3              | 8,2              | Не участвовал  | Не участвовал  | Не участвовал  | Не участвовал  | Не участвовал  | Не участвовал  | Не участвовал  | Не участвовал  | Не участвовал  | Не участвовал  | Не участвовал  |
| 2022/23                                                                                  | Вашингтон | 74               | 45               | 28,3             | 49,7             | 42,4             | 85,2             | 2,8              | 1,2              | 0,4              | 0,1              | 11,1             | Не участвовал  | Не участвовал  | Не участвовал  | Не участвовал  | Не участвовал  | Не участвовал  | Не участвовал  | Не участвовал  | Не участвовал  | Не участвовал  | Не участвовал  |
| 2023/24                                                                                  | Вашингтон | 80               | 22               | 25,8             | 48,6             | 38,3             | 72,6             | 2,8              | 2,0              | 0,5              | 0,2              | 13,4             | Не участвовал  | Не участвовал  | Не участвовал  | Не участвовал  | Не участвовал  | Не участвовал  | Не участвовал  | Не участвовал  | Не участвовал  | Не участвовал  | Не участвовал  |
| 2024/25                                                                                  | Вашингтон | 61               | 0                | 26,3             | 45,1             | 36,4             | 85,2             | 3,0              | 1,7              | 0,4              | 0,2              | 11,6             | Не участвовал  | Не участвовал  | Не участвовал  | Не участвовал  | Не участвовал  | Не участвовал  | Не участвовал  | Не участвовал  | Не участвовал  | Не участвовал  | Не участвовал  |
|                                                                                          | Всего     | 292              | 103              | 25,9             | 47,4             | 38,2             | 80,5             | 2,8              | 1,5              | 0,5              | 0,2              | 11,1             | Не участвовал  | Не участвовал  | Не участвовал  | Не участвовал  | Не участвовал  | Не участвовал  | Не участвовал  | Не участвовал  | Не участвовал  | Не участвовал  | Не участвовал  |
| Наведите курсор мыши на аббревиатуры в заголовке таблицы, чтобы прочесть их расшифровку. |           |                  |                  |                  |                  |                  |                  |                  |                  |                  |                  |                  |                |                |                |                |                |                |                |                |                |                |                |

### Статистика в NCAA
| Сезон | Команда | Conf  | Class | GP  | GS  | MPG  | FG%  | 3P%  | FT%  | RPG | APG | SPG | BPG | PPG  |
| --- | ------- | ----- | ----- | --- | --- | ---- | ---- | ---- | ---- | --- | --- | --- | --- | ---- |
| 2017/18 | Гонзага | WCC   | FR    | 35  | 7   | 19,4 | 46,0 | 35,1 | 66,7 | 3,2 | 0,7 | 0,3 | 0,2 | 6,7  |
| 2018/19 | Гонзага | WCC   | SO    | 37  | 36  | 26,1 | 43,7 | 37,4 | 87,5 | 4,1 | 1,0 | 0,6 | 0,5 | 8,0  |
| 2019/20 | Гонзага | WCC   | JR    | 33  | 33  | 33,0 | 47,4 | 43,8 | 81,0 | 4,0 | 2,1 | 0,9 | 0,4 | 13,9 |
| 2020/21 | Гонзага | WCC   | SR    | 32  | 32  | 31,8 | 52,9 | 44,0 | 87,8 | 5,0 | 1,8 | 0,9 | 0,4 | 18,6 |
| Всего | Всего   | Всего | Всего | 137 | 108 | 27,4 | 48,3 | 40,8 | 82,4 | 4,0 | 1,4 | 0,7 | 0,4 | 11,6 |
| Наведите курсор мыши на аббревиатуры в заголовке таблицы, чтобы прочесть их расшифровку Статистика приведена с сайта sports-reference.com |         |       |       |     |     |      |      |      |      |     |     |     |     |      |